# Allofón
Az allofón vagy ejtésváltozat a fonológiában azon beszédhangok egyike, melyek azonos fonéma alá tartoznak. (Ellentéte az archifonéma: több fonéma azonos ejtése bizonyos hangkörnyezetben.)

## Példái
A magyarban például azonosnak tűnik, de valójában különböző hang a madár és a hamvas szó m-je, a nép, a pénz és a bank szó n-je, a nyár és a kényszer ny-je, a kicsi és a kakas k-ja, a jó és a lépj j-je, a hó, az ihlet és a sah h-ja, a sír és a színház í-je, az eper és az erre e-je. Mindezek az egyes fonémák különféle allofónjai, melyeket a fonetikában önálló jelekkel jelölnek.
A fonémáknak más nyelvekben is vannak allofónjaik, például angolul a pin és a spin szóban másképp ejtik a p hangot: az előbbi szóban aspiráltan (hehezettel), ph-ként, az utóbbiban aspirálatlanul (mint a magyar p-t).

## Fonéma vagy allofón: nyelvtől függ
Két különálló hang különböző nyelvekben lehet egyazon fonéma két allofónja vagy két önálló fonéma is – ezt az adott nyelv hangrendszere, tehát fonológiai szempontok határozzák meg. Így például a magyarban a nép és a bank szó n-je ugyanazon fonéma két allofónja, míg az angolban a két hang két önálló, teljes értékű fonémát takar (éppúgy, mint a d és a g a magyarban). A különbség abból adódik, hogy a magyarban a váltakozás pusztán a hangkörnyezet függvénye: nincs két olyan szó, amit csak az különböztetne meg, hogy az egyikben az egyikféle n-et ejtik, a másikban a másikfélét: egy adott hangkörnyezetben csak az egyik fordulhat elő, míg más hangkörnyezetben csakis a másik – kizárják egymást, azaz nincs átfedés a használatukban, ahol bármelyik egyaránt állhatna.
Az angolban viszont a két hang azonos helyzetben is állhat: találunk olyan szópárokat, amelyeket csak ez különböztet meg egymástól (például sin és sing, kin és king – ezeket minimális párnak hívják), ezért e két hangot az angolban két különböző fonémának kell tekintenünk.
Hasonlóképpen a spanyolban, ahol ugyanúgy létezik b és v hang (noha az utóbbit csak két ajakkal képzik), illetve betű, mint a magyarban, ennek ellenére a spanyolban a b és v egyetlen fonéma ejtésváltozatának számítanak, lévén, hogy azonos hangkörnyezetben mindkettő egyformán hangzik, azaz csak írásban képesek jelentéseket megkülönböztetni. Példák: a tuvo („neki volt”) és a tubo („cső, alagút”) szavak mindkettő [tuvo]-nak hangzik (lágy v-vel ejtve); ugyanígy a bota („csizma”) és a vota („szavaz”) egyaránt [bota]-nak hangzanak.

## Fonetikai szempontok
Az allofónok különbözőségének általában nem vagyunk tudatában. Viszont ha egy fonémát kiragadunk a nyelvi környezetéből, a hallgató számára egész más hangnak tűnhet. Így például ha egy angol nyelvű hallgató úgy hallja felvételről a spin szót, hogy a s (magyar sz) hangot elhagyják, könnyen lehet, hogy bin-nek fogja hallani, mivel az angol nyelvben a szó eleji aspirálatlan p csak zöngésként (azaz b-ként) szokott előfordulni.

## A fonológiai és a fonetikai szempont viszonya
A fonéma önmagában véve elvont (a nyelv hangrendszerének fényében értelmezhető, azaz fonológiai) fogalom. Nem minden fonémának vannak jelentősen különböző allofónjai, de mindig akadnak kisebb ejtésbeli különbségek a helyzettől függően.
A beszédhang olyan hang, amelynek meghatározott formája van mint hanghullámnak, az allofón pedig olyan beszédhang, amelyet egy fonéma egyik tagjának tekintünk. Az egyes nyelvek beszélői úgy észlelik a fonémát, mint nyelvük egy egyedi, megkülönböztető hangját, a különböző megvalósulásai ellenére.